# Чепурний Микола Іванович
Микола Іванович Чепурний (1 грудня 1924, село Сагунівка, тепер Черкаського району Черкаської області — 21 липня 2018, місто Черкаси) — український радянський діяч, 1-й секретар Черкаського районного комітету КПУ. Депутат Верховної Ради УРСР 9-го скликання. Член Ревізійної Комісії КПУ в 1976—1986 роках.

## Біографія
У 1943—1950 роках — служба в Радянській армії. Учасник німецько-радянської війни. Закінчив артилерійське училище, служив у 9-й гвардійській повітрянодесантній дивізії.
З 1950 року — завідувач автогаражу колгоспу села Худяки Черкаського району Київської області.
У 1952—1959 роках — лаборант, вчитель ряду шкіл Чигиринського і Черкаського районів Черкаської області.
Член КПРС з 1953 року.
Освіта вища. Закінчив Київський державний університет імені Тараса Шевченка.
У 1959—1965 роках — голова колгоспу «Заповіт Леніна» села Сагунівка Черкаського району Черкаської області.
У 1965—1991 роках — 1-й секретар Черкаського районного комітету КПУ Черкаської області.
Потім — на пенсії в місті Черкасах. Помер 21 липня 2018 року на 94-му році життя.

## Нагороди
- три ордени Леніна
- орден Трудового Червоного Прапора
- орден Вітчизняної війни ІІ ст. (6.04.1985)
- ордени
- медалі